# テルユライド・スキーリゾート
テルユライド・スキーリゾート（Telluride_Ski_Resort）は、コロラド州マウンテンビレッジに位置するスキー場である。
テルユライド・スキーリゾートは、コロラド州の南西端に位置しており、ロッキー山脈の一部サンワン山脈の北西部に属し、北米で4,000m級の山々が最も密集している場所にある。テルライド・スキーリゾートは8.1 km2以上の滑走可能な土地を持ち、コロラド州テルユライドの歴史ある町と、コロラド州マウンテンビレッジのモダンな山岳コミュニティとの間に広がっている。
テルライドは上級者向けの斜面で知られているが、同リゾートの50％以上は初・中級者向けコースである。当リゾートは、コンデナスト・トラベラー社が毎年行っている「読者が選ぶアンケート」調査で、2013年、2014年、2015年に1位を獲得している。

## 歴史

### スキー場の誕生
1968年、実業家ジョー・ゾラインは、その山に位置していたアダム牧場とゴロノ牧場との2つの牧場を下見なしで購入した。
ゾラインは、フランスのオリンピックスキーヤーであるエミール・アレを雇い、ゲレンデやリフトの設置、山の設計、レイアウトのコンサルティングを依頼した。さらに、ビル・"上級"・マホーニーとエド・バウアーの協力を得て、コースを切り開き、斜面を整地し、スキー会社創設に向け、土地使用権、採掘権、水利権を取得した。ゾラインはまた、ビクトリア朝時代の街並み保護を目的に、生態学者や環境プランナーを雇い、地元の保護活動家らを支援した。そして、1970～71年に同スキー場が創設された。まずは5基のリフトが建設され、開山と同時にテルライド・スキースクールが設立された。そして、1972年12月22日、テルライド・スキーリゾートは正式にオープンとなった。
当時は町からのアクセスはなく、スキーヤーは山の西側にある日帰りロッジまでバスで移動した。実際に町とスキー場がつながったのは、1975年に第7クーンスキン・リフトが建設されてからのことであった。

### オールレッドとウェルズとのオーナー時代
1978年、コロラド州エイヴォンにあるベンチマーク社のロン・オールレッドとジム・ウェルズの2人のコロラド出身者が、ジョー・ゾウリンから同スキー場を買い取った。同年、テルライド・スキースクールのディレクターにアニー・サヴァスが任命された。長年にわたり、オールレッドとウェルズは、山とリフトの機能改善、山上のレストランとコースの建設、マウンテンビレッジの開発、革新的な公共交通システム（ゴンドラとチョンドラ）の構築、またプロスペクト・ボウルの開発を通じて、テルライドを変革していった。
1981〜82年のスキーシーズンには、3.2kmにわたり地下約1mの深さに溶接鋼管を通し、テルライド初の人工雪製造システムを導入した。その一冬前に、コロラド州は記録的な干ばつ（雪不足の乾燥した冬）に見舞われていた。1981年はまた、テルライド女性週間が始まった年でもあり、女性に焦点を当てたプログラムとしては、現在、全米で最も長く実施されているものとなっている。
1984年から1986年はテルユライドの建設ラッシュ期で、テルユライド地方空港（TEX）の開港、マウンテンビレッジ着工、第9プランジリフトおよび第4ビレッジエクスプレス・リフトとの2基のトリプルチェアリフトの建設、レースコースでの雪面リフトの設置、さらには圧雪車また追加の人工降雪装置の購入など、山の改良が急ピッチで進んでいった。また、同時期に、非公式コースではあったが、初期当時から既に滑走されていた正面壁の「ザ・プランジ」コースが、「カント・マク・M」コースと「マンモス」コース沿いに正式オープンした。それに加え、「ピック・ン・ガド」コースと「オ・レイリーズ」コースもオープンした。
1987年には、コロラド州マウンテンビレッジが設立され、翌年1995年に自治体として法人化された。1992年には、マウンテンビレッジに18ホールのゴルフコースが建設されたことで、「テルユライド・スキー場」は「テルユライド・スキー＆ゴルフ・カンパニー」として生まれ変わった。そのことで、ゲストのニーズに幅広く対応できる、通年の観光地となった。その後1994年には、会社の新オフィスを始め、山の運営に関連したさまざまな施設、ゴルファー及びスキーヤー向けのサービス、ビッグ・ビリーズ・レストラン、また150室を完備した社員寮を、第1チョンドラ・リフトの麓に建設した。そして、1996年12月20日には、歴史ある町テルユライドとマウンテンビレッジとを結ぶ、無料の歩行者向けゴンドラが誕生した。
1999年7月、オールレッドとウェルズは、日本の新井スキー場（MINT）のオーナーである森田英夫（通称：ジョー）を共同経営者に迎え入れた。同年、2基の高速着脱式クワッドと1基の固定式グリップトリプルの計3基のリフトを新規に導入した。また、テルユライド・コンファレンス・センターもグランドオープンさせた。テルユライド・コンファレンス・センターは、現在もテルユライド・スキー＆ゴルフ・カンパニーの管理下にあり、そこでは年間を通じて、会議はもちろん、さまざまなイベントやライブミュージックが開催されている。
その後、2000年には、同リゾートの最も主要なレストランである「オールレッズ」がオープンした。

### 盛田オーナー時代
盛田は2001年3月までに、テルユライド・スキー＆ゴルフ・カンパニー（TSG）の100パーセントの株式を取得した。また、2000年から2002年にかけて、プロスペクト・ボウルを新たにオープンした。そのことにより、初級・中級・上級者コースのすべてを含む、297ヘクタール（2.97㎢）におよぶ滑走エリアが新たにオープンした。このエリア拡張により、リゾートの面積はほぼ2倍になり、また初級者から上級者まで同じ一本のリフトを利用して、あらゆるレベルのコースにアクセスできるようになった。

### 2004年から現在
2004年2月、同リゾートはカリフォルニア州ニューポート・ビーチの不動産投資家チャック・ホーニングに引き継がれ、彼は現在も同リゾートのオーナーを務めているが、2004/2005年の冬には、超上級者コースの「マウンテン・クウェイル」コースがオープンした。そのことに伴い、ガイド付きスキー／スノーボード・プログラムが提供されるようになった。
また2006年には、同リゾートは高所にある個人所有の家「テンプターハウス」を購入した。この建物は、北米でも最も標高の高い場所に建てられている住居の一つで、もともとはベア・クリーク保護区を見下ろす、12,200mの地点に位置する旧鉱区内に建てられたものであった。テンパーハウスは現在、賃貸物件となっている。
2007-2008年の冬には、ブラックアイアン・ボウルをオープンし、リゾートはさらに拡大拡張していった。その拡張では、プロスペクト・ボウルに隣接する8本のコースが新設され、新たに335mの標高差が追加された。また、「マウンテン・クウェイル」コースなどの、以前はガイド付きでのみ滑走可能とされていたエリアは、「ウエストレイク」コースまた「レビュー＆ナイスシュート」コースまで拡大した。2008年1月には、パルマイラ・ピークと、第1ゴールドヒル・シュートおよび第6〜第10ゴールドヒル・シュートまでが、初めてオープンした。
翌年の冬、テルライド・スキー＆ゴルフ・カンパニーは、ゴールドヒルの裏側から大量の雪が自然に集まる、北東面に位置するリヴェレーション・ボウルをオープンさせ、滑走エリアを拡大し続けた。
2009年冬、テルライド・スキーリゾートは、第1～第10ゴールドヒル・シュートへアクセスできるよう、第2～第5ゴールドヒル・シュートをオープンすると発表した。また同シーズン、北米で最も標高の高い場所にあるレストランである「アルピノ・ヴィーノ」をオープンした。このイタリアのドロミテにあるレストランがモデルになったというヨーロッパ・スタイルのレストランは、標高3,647mのフォーエバー・ゲレンデに位置している。
2013年春、テルライド・スキー＆ゴルフ社は、高級ブティックホテル「ザ・イン・アット・ロスト・クリーク」を買収した。
2015年7月、テルユライド・スキー＆ゴルフは、ピークス・リゾート＆スパ内のすべての商業スペースを購入し、ホテル運営と管理組合運営とを引き継いだ。建物内の6,781平方メートル以上におよぶ商業スペースには、スパやフィットネス・センター、会議スペース、レストラン、業務用キッチン、宴会施設などがある。ザ・ピークス・リゾート＆スパは、テルライド・スキー＆ゴルフ・クラブに隣接しており、フルサービスを提供するスキーイン・スキーアウトの可能なホテルで、177の客室、32のトリートメントルームを完備した3,902平方メートルのスパに加え、屋内外のスイミングプールと845平方メートルの屋内外会議場が備わっている。

## 地形の特色
同山はテルライドの町に面した斜面と、その反対側（レヴェレーション・ボウル側）の斜面で構成されている。また、リゾート内には計120本のコース、また810ヘクタール（2,000エーカー）を超える滑走可能エリアが設置されている。ゲレンデの23%はビギナー向け、36%は中級者向け、また41%は上級者・エキスパート向けにランク付けされている。冬は平均762cm（300インチ）以上の積雪がある。

### 地形の向き
- 北斜面: 50%[10]
- 南斜面: 7%
- 西斜面: 33%
- 東斜面: 10%

テルライドのスキーエリアは近年、大幅に拡張されおり、その拡張は下記の通り。

### プロスペクト・ボウル (2002)
2002年、プロスペクト・ボウルのオープンにより、滑走可能エリアがほぼ倍増した。

### ブラックアイアン・ボウル (2007)
07～08年のスキーシーズンには、ブラックアイアン・ボウルがオープン。それにより、プロスペクト・ボウルに隣接する8本のコースが新設され、新たに335mの標高差を生み出した。

### レヴェレーション・ボウル (2008)
2008年夏、同スキー場は、スキーヤーがリスクのある危険な崖に近づかなくても、山の反対側の斜面を楽しめるよう（山の正面エリアへのアクセスも可能だが）、固定式グリップクワッド・リフトを設置した。

## リフト体系
| リフト番号 | リフト名                                               | 標高差 | 長さ     | 乗車時間 | 運搬能力 人数/時 | リフト製造会社   | 導入年    | タイプ                 | 営業時間           |
| ---------- | ------------------------------------------------------ | ------ | -------- | -------- | ---------------- | ---------------- | --------- | ---------------------- | ------------------ |
| 1          | チョンドラ                                             | 117 m  | 881 m    | 3.64 分  | 2,000            | CTEC             | 1996      | チョンドラ             | 9:00 am – 4:30 pm  |
| 2          | レースヒル                                             | 108 m  | 98m      | 4.07 分  | 390              | ポーマ           | 1985      | 雪面リフト             | Special            |
| 4          | ヴィレッジ・エクスプレス                               | 379 m  | 1,860 m  | 6.23 分  | 2,800            | ドッペルマイヤー | 1999      | 着脱式高速クワッド     | 9:00 am – 4:00 pm  |
| 5          | ポーラークイーン・エクスプレス                         | 285 m  | 1,466 m  | 4.9 分   | 2,400            | ドッペルマイヤー | 1999      | 着脱式高速クワッド     | 9:00 am – 4:00 pm  |
| 6          | アペックス・リフト                                     | 349 m  | 831 m    | 5.91 分  | 1,500            | CTEC             | 1985/1999 | トリプルチェア         | 9:00 am – 3:30 pm  |
| 7          | クーンスキン・リフト                                   | 562 m  | 1,325 m  | 9.45 分  | 876              | RIBLET           | 1975      | ペアチェア             | 9:00 am – 4:00 pm  |
| 8          | オーク・ストリート・リフト                             | 322 m  | 753 m    | 5.97 分  | 900              | SLI              | 1972/1985 | ペアチェア             | 9:00 am – 1:30 pm  |
| 9          | プラング・リフト                                       | 648 m  | 1,786 m  | 12.47 分 | 1,042            | CTEC             | 1985      | トリプルチェア         | 9:00 am – 3:30 pm  |
| 10         | サンシャイン・エクスプレス                             | 529 m  | 3,170 m  | 10.54 分 | 1,200            | ドッペルマイヤー | 1986      | 着脱式高速クワッド     | 9:00 am – 4:00 pm  |
| 11         | ユートパーク                                           | 84 m   | 755 m    | 2.49 分  | 1,500            | ドッペルマイヤー | 2001      | 着脱式高速クワッド     | 9:15 am – 3:15 pm  |
| 12         | プロスペクト・エクスプレス                             | 319 m  | 1, 520 m | 5.10 分  | 2,400            | ドッペルマイヤー | 2001      | 着脱式高速クワッド     | 9:15 am – 3:15 pm  |
| 13         | リンクス                                               | 9.8 m  | 213 m    | 1.48 分  | 585              | ドッペルマイヤー | 1975/2001 | 雪面リフト             | 9:15 am – 3:15 pm  |
| 14         | ゴールドヒル・エクスプレス                             | 450 m  | 1,015 m  | 3.64 分  | 1,500            | ドッペルマイヤー | 2001      | 着脱式高速クワッド     | 9:15 am – 3:15 pm  |
| 15         | レヴェレーション・リフト                               | 239 m  | 507 m    | 4.12 分  | 1,240            | ポーマ           | 2008      | 固定式グリップクワッド | 9:15 am – 3:15 pm  |
|            | メドウズ・マジックカーペット                           | 4.9 m  | 36 m     | .80 分   | 1,500            | RMCE             | 2007      | 雪面リフト             | 9:00 am – 4:00 pm  |
|            | マジックカーペット                                     | 1.8 m  | 23 m     | 1.18 分  | 480              | RMCE             | 1996      | 雪面リフト             | 9:00 am – 4:00 pm  |
| G1         | 無料ゴンドラ（町〜サンソフィア駅）                     | 543 m  | 1,698 m  | 6.02 分  | 930              | CTEC             | 1996      | ゴンドラ               | 6:30 am – 12:00 am |
| G2         | 無料ゴンドラ（サンソフィア駅〜ヘリテイジ・プラザ駅)    | 303 m  | 1,195 m  | 4.04 分  | 720              | CTEC             | 1996      | ゴンドラ               | 6:30 am – 12:00 am |
| G3         | 無料ゴンドラ（ヘリテイジ・プラザ駅〜マーケットプラザ） | 1.5 m  | 844 m    | 2.77 分  | 660              | CTEC             | 1996      | ゴンドラ               | 6:30 am – 12:00 am |

### 無料ゴンドラ
テルライドのゴンドラシステムは、マウンテンビレッジの町とテルライドの町を結ぶ無料の交通手段で、この種の無料公共交通機関としては米国初で、ここだけに存在している。
ゴンドラは、標高２,667メートルのテルライドの町から出発し、3,213メートルのサン・ソフィア駅に到着するまでに、その標高差は546メートルに達する。
かつては車で約8.5km（8マイル）だった両町間を、ゴンドラで山越えすることで、より直線的な約4.8km（3マイル）のルートが実現した。同ゴンドラは、年間250万人以上の人に利用されている。また、同ゴンドラはコロラド州の気候変動対策を採用し、2020年までに温室効果ガスの排出をさらに20％削減することを目指している。「グリーン・ゴンドラ・プロジェクト」と呼ばれるこの計画では、従来の電力使用量の20％を地元で発電された代替エネルギーに置き換えることを目標としている。ゴンドラ乗り場に設置されたソーラーパネルや、SMPA地域ソーラー・アレイを介したソーラーパネルの購入など、地元に根ざした代替案となっている。

## 写真

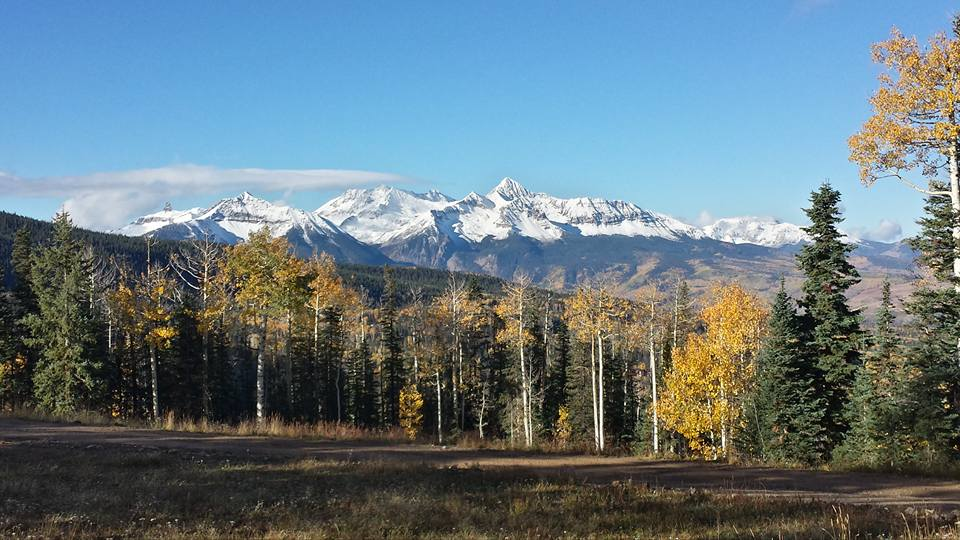
ゴンドラ中間駅サン・ソフィアからの眺め
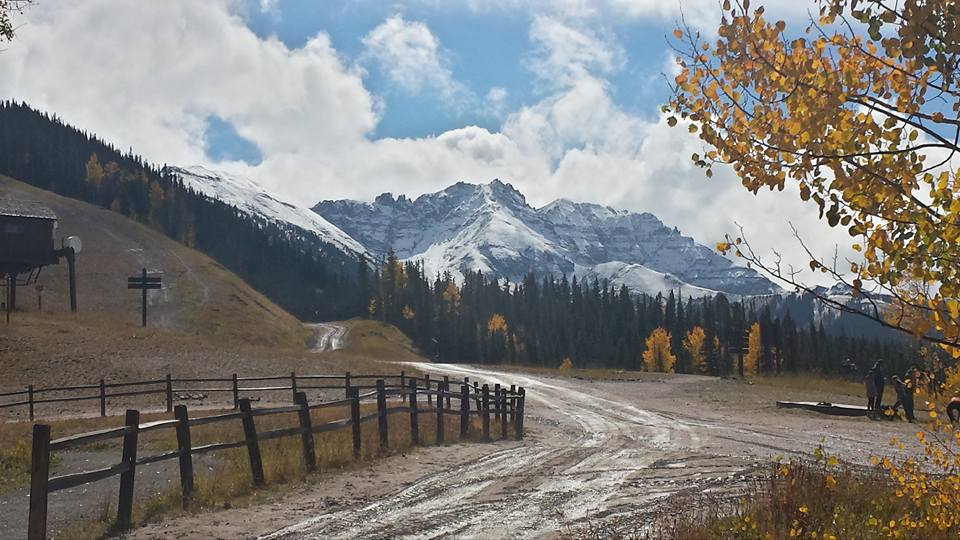
ゴンドラ中間駅からパルマイヤ・ピークを臨む

## 参照
- テルユライド（コロラド州）